# Daniele Audetto
Daniele Audetto (né le 4 mars 1943 à Turin) est une personnalité italienne du monde automobile. Copilote de rallye, directeur sportif, il a été le directeur de l'équipe de Formule 1 Campos Grand Prix.

## Biographie sportive

### Audetto et la compétition
De 1968 à 1975, Audetto grimpe les échelons au sein de la Scuderia Lancia, division sportive de Lancia qui participe au championnat du monde des rallyes et au championnat du monde d'endurance. Les bons résultats obtenus par Lancia (un titre de champion intercontinental et deux titres de champion du monde des rallyes) lui permettent de devenir team-manager de la Scuderia Ferrari en Formule 1 en 1976 et 1977. Sous sa houlette, la Scuderia remporte le titre constructeur en 1976 et les titres pilote et constructeur en 1977.
Audetto retourne en rallye de 1977 à 1982 au sein de Fiat, qui remporte trois fois le championnat du monde, puis retourne chez Lancia avant d'intégrer la direction d'Abarth jusqu'en 1986.

### Changement de carrière
De 1986 à 1995, après avoir créé sa propre société de recherche de commanditaires pour les écuries sportives, il exerce la même fonction chez Lamborghini, qui fournit des moteurs pour les compétitions de bateaux off shore ainsi qu'à plusieurs écuries de Formule 1 comme Team Lotus, Ligier, Larrousse et Minardi.
Il devient par la suite responsable de l'organisation du championnat Superbike en 1995-1996 avant d'être nommé vice-président et directeur commercial de la société de Tom Walkinshaw, TWR, qui signe de nombreux partenariats avec des écuries engagées en Formule 1 (Ligier et Arrows), en BTCC (Volvo), aux 24 Heures du Mans (Nissan), en IndyCar Series (Cheever-Red Bull Racing).

### Retour en Formule 1
Renault F1 Team fait appel à Audetto en 2003 afin qu'il coordonne la liaison entre ses départements moteurs de Viry-Chatillon et châssis d'Enstone.
De 2004 à 2005, il rejoint le groupe MEL/MCT/Menard Group en tant que vice-président et directeur commercial avant de rejoindre Super Aguri F1 en 2006,. Il occupe leur poste de directeur de l'écurie japonaise créée par Aguri Suzuki jusqu'à son retrait du championnat du monde de Formule 1 au cours de la saison 2008.
Courant 2009, il est appelé par Adrian Campos pour contribuer à l'engagement de la nouvelle écurie Campos Grand Prix en championnat du monde de Formule 1 en 2010. Il occupe depuis la fonction de directeur de Campos Grand Prix.